# Rodd vid olympiska sommarspelen 1980
Rodd vid olympiska sommarspelen 1980 avgjordes 20–27 juli. På grund av den USA initierade bojkotten efter den sovjetiska invasionen av Afghanistan i december 1979, så kom antalet deltagare att bli något begränsat. 470 deltagare från 25 nationer gjorde upp om medaljerna i de 14 grenarna.

## Medaljsammanfattning
Damer
| Gren                          | Guld | Silver | Brons |
| Singelsculler Detaljer...     | Sanda Toma (ROM) | Antonina Machina (URS) | Martina Schröter (GDR) |
| Dubbelsculler Detaljer...     | Jelena Chloptseva och Larisa Popova (URS) | Cornelia Linse och Heidi Westphal (GDR) | Olga Homeghi och Valeria Racila (ROM) |
| Scullerfyra Detaljer...       | Östtyskland Sybille Reinhardt Jutta Ploch Jutta Lau Roswietha Zobelt Liane Buhr                                                                 | Sovjetunionen Antonina Pustovit Jelena Matijevskaja Olga Vasiltjenko Nadezjda Ljubimova Nina Tjeremisina                                                             | Bulgarien Mariana Serbezova Rumeljana Bontjeva Dolores Nakova Anka Bakova Anka Georgieva                                                           |
| Tvåa utan styrman Detaljer... | Ute Steindorf och Cornelia Klier (GDR) | Malgorzata Dluzewska och Czeslawa Koscianska (POL) | Siika Barboulova och Stojanka Kubatova (BUL) |
| Fyra med styrman Detaljer...  | Östtyskland Ramona Kapheim Silvia Frohlich Angelika Noack Romy Saalfeld Kirsten Wenzel                                                          | Bulgarien Ginka Gjurova Marijka Modeva Rita Todorova Iskra Velinova Nadija Filipova                                                                                  | Sovjetunionen Marija Fadejeva Galina Sovetnikova Marina Studneva Svetlana Semjonova Nina Tjeremisina                                               |
| Åtta med styrman Detaljer...  | Östtyskland Martina Boesler Christiane Knetsch Gabriele Lohs Karin Metze Kersten Neisser Ilona Richter Marita Sandig Birgit Schütz Marina Wilke | Sovjetunionen Nina Frolova Marija Pajun Olga Pivovarova Nina Preobrazjenskaja Nadezjda Prisjtjepa Tatiana Stetsenko Jelena Terjosjina Nina Umanets Valentina Zjulina | Rumänien Angelica Aposteanu Elena Bondar Florica Bucur Maria Constantinescu Elena Dobritoiu Rodica Frîntu Ana Iliuta Rodica Puscatu Marlena Zagoni |

Herrar
| Gren                          | Guld | Silver | Brons |
| Singelsculler Detaljer...     | Pertti Karppinen (FIN) | Vasil Jakusja (URS) | Peter Kersten (GDR) |
| Dubbelsculler Detaljer...     | Joachim Dreifke och Klaus Kröppelien (GDR) | Zoran Pancic och Milorad Stanulov (YUG) | Zdenek Pecka och Václav Vochoska (TCH) |
| Scullerfyra Detaljer...       | Östtyskland Frank Dundr Carsten Bunk Uwe Heppner Martin Winter                                                                                            | Sovjetunionen Jurij Sjapotjka Evgeni Barbakov Valeri Klesjnjov Mjkola Dovhan                                                                                    | Bulgarien Mincho Nikolov Lyubomir Petrov Ivo Rusev Bogdan Dobrev |
| Tvåa utan styrman Detaljer... | Bernd Landvoigt och Jörg Landvoigt (GDR) | Jurij Pimenov och Nikolaj Pimenov (URS) | Charles Wiggin och Malcolm Carmichael (GBR) |
| Tvåa med styrman Detaljer...  | Östtyskland Harald Jährling Friedrich-Wilhelm Ulrich Georg Spohr (styrman)                                                                                | Sovjetunionen Viktor Pereverzev Gennadij Krjutjkin Aleksandr Lukjanov (styrman)                                                                                 | Jugoslavien Duško Mrduljaš Zlatko Celent Josip Reic (styrman) |
| Fyra utan styrman Detaljer... | Östtyskland Siegfried Brietzke Andreas Decker Stefan Semmler Jürgen Thiele                                                                                | Sovjetunionen Aleksej Kamkin Valerij Dolinin Aleksandr Kulagin Vitalij Jelisejev                                                                                | Storbritannien John Beattie Ian McNuff David Townsend Martin Cross |
| Fyra med styrman Detaljer...  | Östtyskland Dieter Wendisch Walter Dießner Ullrich Dießner Gottfried Döhn Andreas Gregor (styrman)                                                        | Sovjetunionen Arturs Garonskis Dimants Krišjanis Dzintars Krišjanis Žoržs Tikmers Juris Berzinš (styrman)                                                       | Polen Grzegorz Stellak Adam Tomasiak Grzegorz Nowak Ryszard Stadniuk Ryszard Kubiak (styrman)                                                                                    |
| Åtta med styrman Detaljer...  | Östtyskland Bernd Krauß Hans-Peter Koppe Ulrich Kons Jörg Friedrich Jens Doberschütz Ulrich Karnatz Uwe Dühring Bernd Höing Klaus-Dieter Ludwig (styrman) | Storbritannien Duncan McDougall Allan Whitwell Henry Clay Chris Mahoney Andrew Justice John Pritchard Malcolm McGowan Richard Stanhope Colin Moynihan (styrman) | Sovjetunionen Viktor Kokosjyn Andrij Tisjtjenko Oleksandr Tkatjenko Jonas Pinskus Jonas Narmontas Andrej Luhin Oleksandr Mantsevjtj Ihar Majstrenko Hrihorij Dmytrenko (styrman) |

## Medaljtabell
| Nation          | Guld | Silver | Brons | Totalt |
| Östtyskland     | 11   | 1      | 2     | 14     |
| Sovjetunionen   | 1    | 9      | 2     | 12     |
| Rumänien        | 1    | 0      | 2     | 3      |
| Finland         | 1    | 0      | 0     | 1      |
| Bulgarien       | 0    | 1      | 3     | 4      |
| Storbritannien  | 0    | 1      | 2     | 3      |
| Polen           | 0    | 1      | 1     | 2      |
| Jugoslavien     | 0    | 1      | 1     | 2      |
| Tjeckoslovakien | 0    | 0      | 1     | 1      |
|                 |      |        |       |        |
| Totalt          | 14   | 14     | 14    | 42     |